# Haematopota serranoi
Haematopota serranoi är en tvåvingeart som beskrevs av Travassos Santos Dias 1984. Haematopota serranoi ingår i släktet Haematopota och familjen bromsar.
Artens utbredningsområde är Portugal. Inga underarter finns listade i Catalogue of Life.